# フレムゼル

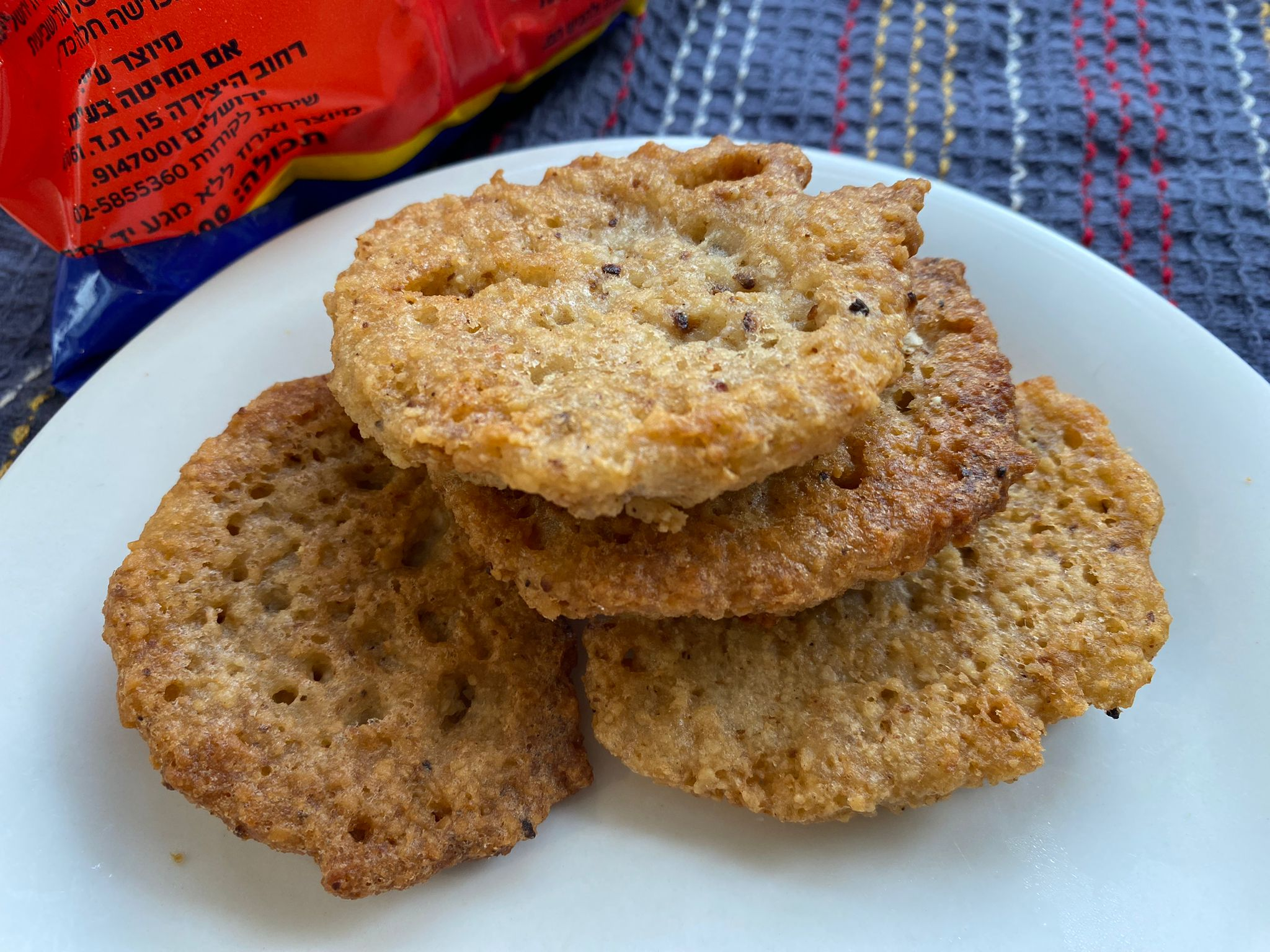
Chremslach

フレムゼル（英語：chremsel, chremzel, chremsl, chremzl、イディッシュ語：כרעמזל、ロシア語：хремсельm, хремзель, харимсель; 複数形：フレムズラハ 英：chremzlach、意：כרעמזלעך、露：хремзлах）はアシュケナジムの料理。マッツォーを砕いた粉で作ったパンケーキである。焼く時に挽肉・果物・種実類を上にのせるか、生地に混ぜて焼くこともできる。過越の期間中に食べられる。